# 1992 dans les chemins de fer
Chronologie des chemins de fer
1991 dans les chemins de fer - 1992 - 1993 dans les chemins de fer

## Janvier
- 1er janvier. France : apparition du nouveau logo de la RATP inscrit dans un cercle vert jade et de son slogan l'esprit libre.

- 17 janvier. France : inauguration de la nouvelle gare TGV de Rennes (Bretagne).

## Février
- 8 février. Italie : le gouvernement italien autorise la fusion d'Ansaldo, filiale de l'IRI et de Breda C.F., filiale de l'EFIM, pour constituer AnsaldoBreda, un des premiers groupes européens de construction ferroviaire.

## Mars
- 14 mars. Japon : mise en service d'un nouveau type de train à grande vitesse japonais, le Nozomi (l'espoir), conçu pour rouler à 270 km/h, qui succède au Hikari.

- 22 mars. France : un prototype de l'aérotrain de Jean Bertin remisé depuis 18 ans dans un hangar est détruit par un incendie criminel.

- 31 mars. France : la ligne 1 du métro de Paris est prolongée de 2,4 km jusqu'à la Défense.

## Avril
- 1er avril. France : prolongement de la branche Marne-la-Vallée (A4) de la Ligne A du RER d'Île-de-France depuis la gare de Torcy jusqu'à la gare de Marne-la-Vallée - Chessy.
- 14 avril. Espagne : inauguration de l'AVE entre Madrid-Atocha et Séville-Santa Justa (471 km).

- 27 avril. Allemagne : première grève des cheminots allemands depuis dix-huit ans.

## Mai
- 22 mai. Allemagne-France : accord sur le TGV Est européen au sommet franco-allemand de La Rochelle pour une liaison à grande vitesse sans échéance précise entre Paris, Berlin et Munich.

- 31 mai. Italie : achèvement du dernier tronçon de la direttissima, ligne nouvelle à grande vitesse Rome-Florence, dont la construction a commencé en 1970.

## Juillet
- 1992.  France :   inauguration et mise en service du premier tronçonde la ligne 1 du tramway d'Île-de-France  entre Bobigny - Pablo Picasso  et La Courneuve 8 mai 1945 .
- 14 juillet. Grande-Bretagne : publication par le gouvernement du livre blanc New opportunities for the railways (nouvelles chances pour le chemin de fer) qui définit les grandes lignes de la privatisation.

## Août
- 12 août. Italie : les Ferrovie dello Stato, établissement public (ente pubblico) depuis 1986 sont transformés en société par action (SpA) dont l'État continue à détenir 100 % du capital.

- 31 août. France : mise en service à Lyon de MAGGALY, système de pilotage automatique intégral, sur la ligne D du métro de Lyon.

- 31 août. France : premier déraillement à 270 km/h d'un TGV. L'accident s'est produit en gare de Macon-Loché, plusieurs personnes qui attendaient sur le quai sont légèrement blessées.

## Septembre
- 7 septembre. France : suspension de la cotation des actions Orlyval. Les difficultés financières sont le résultat de l'échec commercial de la ligne ouverte le 2 octobre 1991.

- 7 septembre. France : ouverture de la ligne 2 du tramway de Nantes.

- 27 septembre. Allemagne-Suisse : le train à grande vitesse allemand ICE dessert les villes suisses de Bâle et Zurich.

- 28 septembre. Suisse : par référendum, les Suisses adoptent le projet de construction de Nouvelles lignes ferroviaires à travers les Alpes (NLFA).

## Octobre
- 26 octobre. États-Unis : mise en service de Metrolink, service de trains de banlieue à Los Angeles (Californie).

## Décembre
- 11 décembre. France : mise en service du prolongement de la ligne D du métro de Lyon entre Grange Blanche et Gare de Vénissieux.
- 13 décembre. France : mise en service du contournement est de Lyon (38 km) à grande vitesse.
- 21 décembre. France : ouverture de la gare de Bussy-Saint-Georges entre Torcy et Marne-la-Vallée - Chessy sur la branche A4 du RER A.

## Marquages et livrées
- SNCF : Adoption du sigle « casquette » SNCF. Il succède au sigle « nouille » et sera remplacé en 2005 par le sigle Saupiquet « carmillon ».